# Флаг Риги
Флаг Ри́ги — официальный символ (наряду с городским гербом) самоуправления города Риги, столицы Латвии.

## Описание
Современный флаг города Риги представляет собой прямоугольное полотнище, которое состоит из двух горизонтальных полос одинаковой ширины: верхняя полоса — голубая, нижняя — белая. В центре флага помещён большой герб Риги с щитодержателями. Ширина флага относится к его длине в пропорции 1:2.
Использование современного флага Риги регламентировано нормативными документами Рижской думы.

## История

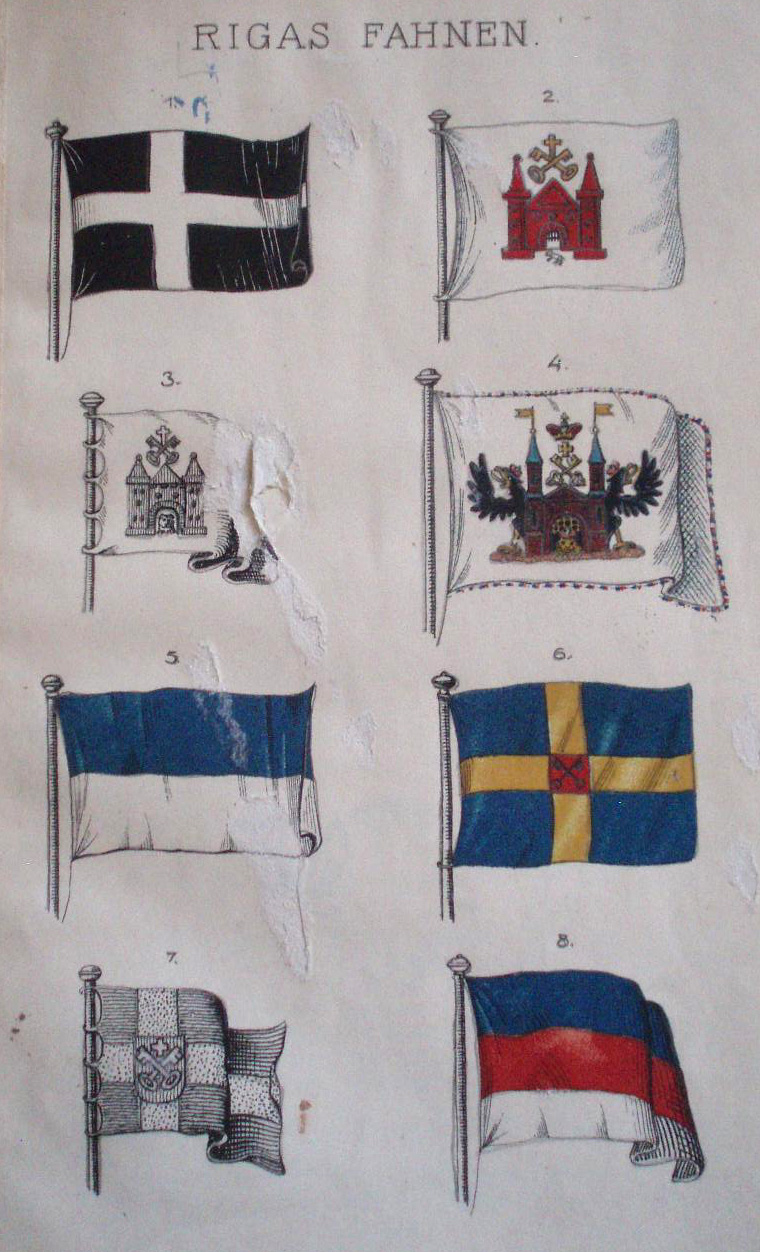
Исторические флаги города Риги (из публикации начала XX века)

Впервые в исторических источниках флаг города Риги упоминается в 1232 году (vexillum civitatis Rigensis), однако его цвета и внешний вид неизвестны. После вступления Риги в Ганзейский союз в 1282 году и принятия городом гамбургского права было установлено, что флаг рижских кораблей должен иметь белый крест, при этом форма и цвет указанного флага также неизвестны. В переработанном уставе города Риги (конец XIII — начало XIV веков) для рижских кораблей устанавливался чёрный флаг с белым крестом (предполагается, что он мог иметь прямоугольную форму с клиновидным вырезом; также возможно существовали и треугольные флаги).
После 1582 года кормовым флагом рижских торговых судов было белое полотнище, на котором помещался красный городской герб. В середине XVII века появился новый флаг для торговых кораблей Риги — голубой с жёлтым крестом (в центре креста на красном поле находились два скрещённых ключа). Под таким флагом рижские торговые суда ходили вплоть до 1860 года. В 1673 году согласно уставу города для рижских кораблей утверждался ещё один флаг — полотнище, состоявшее из голубой и белой горизонтальных полос (сохранялся до середины XIX века). Во времена Российской империи также использовался и белый флаг с городским гербом.
В 1917 году для Риги утвердили новый флаг — полотнище с голубой (синей), красной и белой горизонтальными полосами.
В 1920—1930 годах, уже в независимой Латвийской Республике, флагом города Риги снова стало полотнище с голубой и белой горизонтальными полосами. В 1937 году этот флаг дополнили гербом Риги, помещённым в его центр (данный флаг использовался до 1940 года).
Во времена Латвийской ССР существовало знамя города Риги. Оно представляло собой красное полотнище, на лицевой стороне которого изображался портрет В. И. Ленина с лавровой ветвью и девиз «Пролетарии всех стран, соединяйтесь!» на латышском языке, а на обратной — герб Латвийской ССР и надпись «город Рига» на латышском и русском языках. Знамя с трёх сторон обшивалось по краю золотистой бахромой.
В 1988 году решением исполкома Рижского городского совета народных депутатов утверждён флаг Риги — прямоугольное полотнище, состоявшее из двух горизонтальных полос одинаковой ширины: голубой и белой. В центре флага находился большой герб города Риги (в 1990 году Рижский городской совет народных депутатов утвердил новое положение о гербе и флаге города, в котором были внесены некоторые корректировки в описание этих символов).
После восстановления независимости Латвийской Республики в 1991 году продолжилось использование исторического флага города — полотнища с двумя горизонтальными полосами (голубой и белой) и с большим гербом Риги посередине.
В 2012 году Рижская дума приняла новое положение «О символике города Риги», которое подтвердило как существующий флаг города, так и штандарт (флаг) председателя Рижской думы (мэра Риги). Этим документом также установлены точные цвета флага города согласно палитре цветов Pantone: синий — 285C, белый — WhiteC.

## Галерея

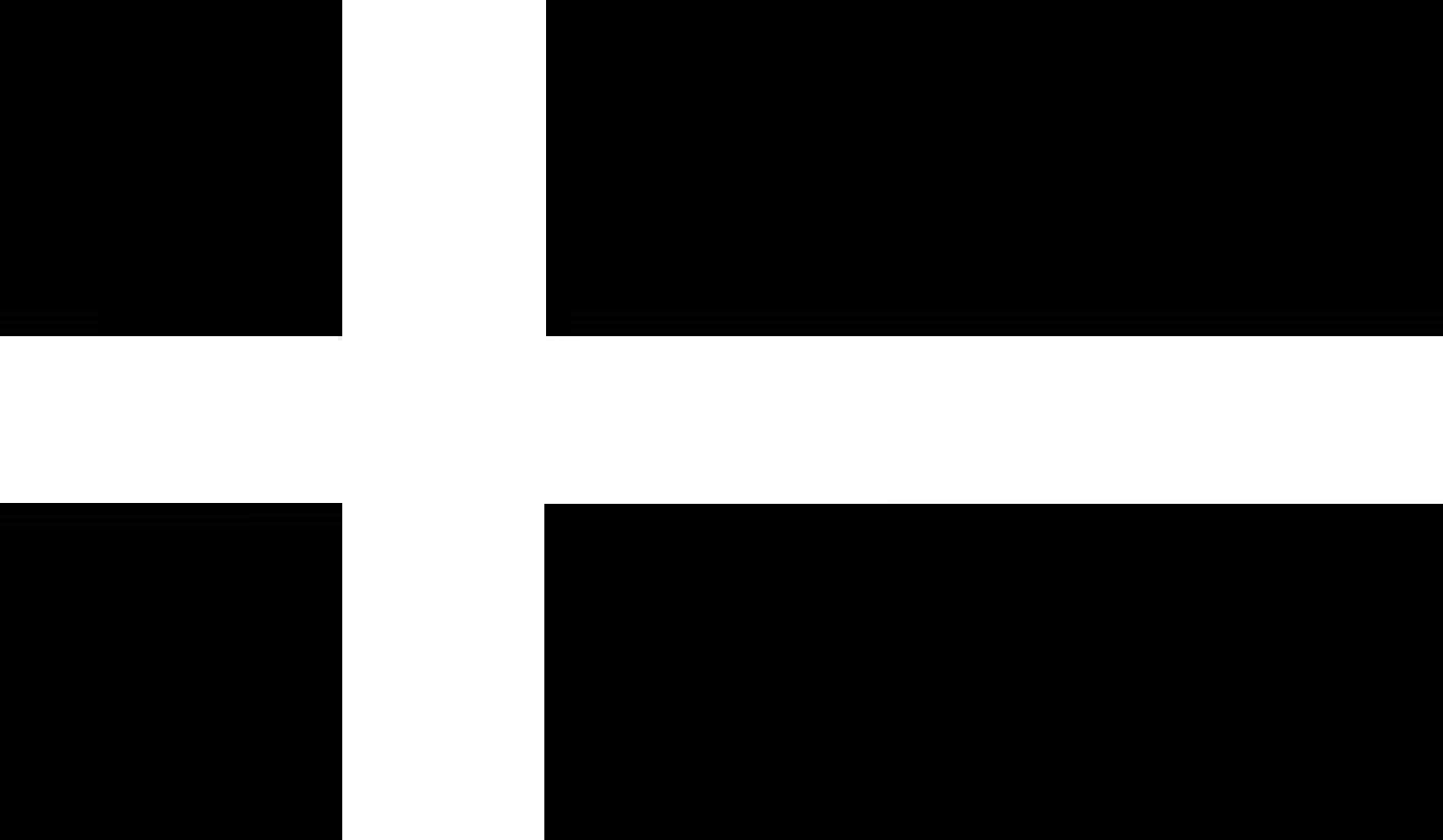
Предполагаемый внешний вид флага Риги начала XIV века
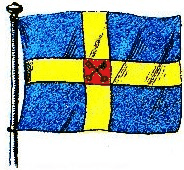
Флаг Риги с середины XVII века (использовался до 1860 года)
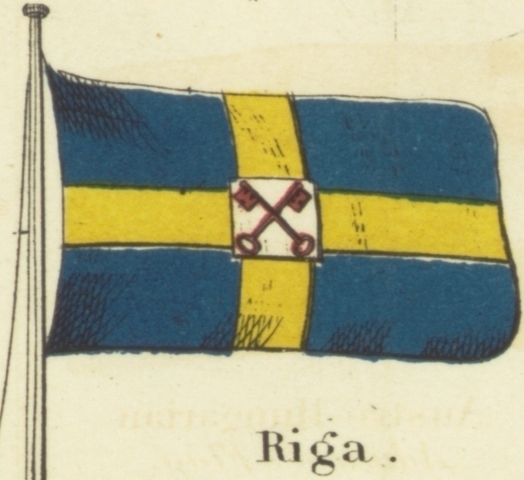
Изображение флага Риги согласно Johnson's new chart of national emblems
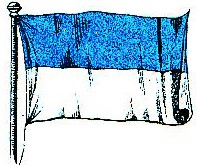
Флаг Риги XVII века
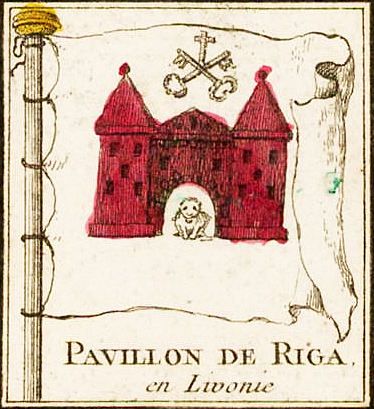
Изображение одного из флагов Риги в издании XVIII века
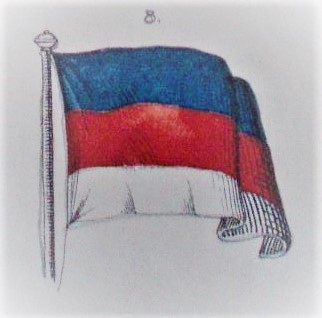
Флаг города Риги 1917 года
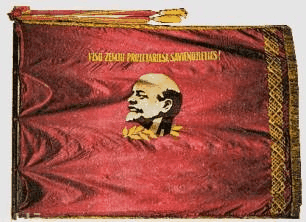
Лицевая сторона знамени Риги периода Латвийской ССР
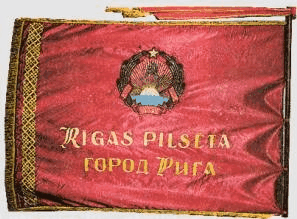
Обратная сторона знамени Риги периода Латвийской ССР
Штандарт председателя Рижской думы (мэра Риги) с 1995 года

## Комментарии
1. ↑  Данный флаг, возможно, существовал и ранее указанного года (с середины XIX века), однако его точный статус до 1917 года пока не установлен.